# Gornji Ribnik (Trstenik)
Pour les articles homonymes, voir Gornji Ribnik.
Gornji Ribnik (en serbe cyrillique : Горњи Рибник) est un village de Serbie situé dans la municipalité de Trstenik, district de Rasina. En 2002, il comptait 564 habitants.

## Démographie

### Évolution historique de la population
| 1948 | 1953 | 1961 | 1971 | 1981 | 1991 | 2002 | 2011 |
| ---- | ---- | ---- | ---- | ---- | ---- | ---- | ---- |
| 520  | 559  | 552  | 578  | 616  | 591  | 596  | 564  |

|  |